# Andrej Lovás
Andrej Lovás (* 28. května 1991, Ružomberok) je slovenský fotbalový útočník, od roku 2008 působící v A-týmu MFK Ružomberok.

## Fotbalová kariéra
Svou fotbalovou kariéru začal v MFK Ružomberok, kde se v roce 2008 propracoval až do prvního mužstva.